# Poiana (Bisztra község)
Poiana falu Romániában, Erdélyben, Fehér megyében. Közigazgatásilag Bisztra községhez tartozik.

## Fekvése
A Mócvidéken, Bisztra közelében, Bălești mellett fekvő település.

## Története
Poiana korábban Bălești része volt. 1956 táján vált külön településsé 102 lakossal.
1966-ban 97, 1977-ben 106, 1992-ben 116, 2002-ben pedig 84 román lakosa volt.